# Gastón García
Darío Osvaldo Gastón García Aguilar (ur. 20 lipca 1968 w Rosario) – argentyński judoka. Czterokrotny olimpijczyk. Zajął piąte miejsce w Atlancie 1996; siódme w Seulu 1988; trzynaste w Barcelonie 1992 i Sydney 2000. Walczył w wadze półśredniej.
Uczestnik mistrzostw świata w 1993, 1995, 1997, 1999. Startował w Pucharze Świata w latach 1992, 1995, 1996, 1998 i 2000. Złoty medalista igrzysk panamerykańskich w 1995; brązowy w 1991 i 1999. Wygrał igrzyska Ameryki Południowej w 1994 i trzeci w 1998. Zdobył pięć medali mistrzostw panamerykańskich w latach 1988 – 1997. Trzeci na mistrzostwach Ameryki Południowej w 1997 roku.

## Letnie Igrzyska Olimpijskie 2000
| Konkurencja | Eliminacje            | Eliminacje              | Eliminacje              | Repasaże                  | Klas. końcowa |
| Konkurencja | Przeciwnik I          | Przeciwnik II           | Przeciwnik III          | Przeciwnik I              | Miejsce       |
| ----------- | --------------------- | ----------------------- | ----------------------- | ------------------------- | ------------- |
| 81 kg       | Mehman Əzizov (AZE) Z | Ricardo Echarte (ESP) Z | Makoto Takimoto (JPN) P | Ruslan Seilkhanov (KAZ) P | 13.           |

## Letnie Igrzyska Olimpijskie 1996
| Konkurencja | Eliminacje           | Eliminacje           | Eliminacje            | Repasaże                       | Repasaże               | Finały              | Klas. końcowa |
| Konkurencja | Przeciwnik I         | Przeciwnik II        | 1/4                   | Przeciwnik I                   | Przeciwnik II          | o 3. miejsce        | Miejsce       |
| ----------- | -------------------- | -------------------- | --------------------- | ------------------------------ | ---------------------- | ------------------- | ------------- |
| 78 kg       | Adil Belgaïd (MAR) Z | Patrick Klas (NED) Z | Djamel Bouras (FRA) P | Konstantin Sawcziszkin (RUS) Z | Iraklı Uznadze (TUR) Z | Cho In-chul (KOR) P | 5.            |

## Letnie Igrzyska Olimpijskie 1992
| Konkurencja | Eliminacje                        | Eliminacje               | Repasaże             | Klas. końcowa |
| Konkurencja | Przeciwnik I                      | Przeciwnik II            | Przeciwnik I         | Miejsce       |
| ----------- | --------------------------------- | ------------------------ | -------------------- | ------------- |
| 78 kg       | Jean-Jacques Rakotomalala (MAD) Z | Hidehiko Yoshida (JPN) P | Fadi Saikali (LBN) P | 13.           |

## Letnie Igrzyska Olimpijskie 1988
| Konkurencja | Eliminacje        | Eliminacje              | Repasaże                 | Repasaże              | Klas. końcowa |
| Konkurencja | Przeciwnik I      | Przeciwnik II           | Przeciwnik I             | Przeciwnik II         | Miejsce       |
| ----------- | ----------------- | ----------------------- | ------------------------ | --------------------- | ------------- |
| 78 kg       | Aly Attyé (SEN) Z | Waldemar Legień (POL) P | Walid Abdulhalim (EGY) Z | Kevin Doherty (CAN) P | 7.            |